# برندی نروود
برندی نروود (انگلیسی: Brandy Norwood؛ زاده ۱۱ فوریهٔ ۱۹۷۹) یک خواننده، هنرپیشه، و خواننده-ترانه‌سرا اهل ایالات متحده آمریکا است.
از فیلم‌ها یا برنامه‌های تلویزیونی که وی در آن نقش داشته‌است می‌توان به هنوز یادمه تابستان پیش چه کردی، سلول قهرمان و بهترین کریسمس. همیشه! اشاره کرد.